# Momoko (人形)
momoko（モモコ）は、女性型の着せ替え人形。
27cmサイズのmomokoドールと9cmサイズの豆momokoの2サイズがある。監修はPostPetのアートディレクター真鍋奈見江、LW DOLLS。
発売当時の名前表記は桃子。

## momokoドール
現代のファッショナブルな女性をモチーフに製作されたファッションドール。造形が比較的リアルで、1/1サイズに拡大しても違和感が少ない。
製造販売の時期により、現在までにペットワークスとセキグチから発売されている。

### ペットワークス版
2001年8月から2004年4月にかけて、ペットワークスから販売された着せ替え人形。
金型製作に数百万円単位の資金を要するといわれるソフトビニール製の着せ替え人形に、人形とは無関係のメーカーが参入し、話題となった。ヘッドのみがペットワークス独自に製作されたもので、ボディはタカラのスーパーアクションボディ、セキグチのCoCoドールのボディを流用している。肌色は普通肌と白肌、日焼け肌（サマー肌）の三種類。
年数回のペースで開催されるイベントで新作が発表され、販売されていた。

### CCS版
2005年秋にペットワークスが立ち上げた人形用衣装ブランド、Close-Clipped Sheepがイメージモデルとして使用した着せ替え人形。
ボディをセキグチMomokoドール専用ボディに変更、現在年二回（春夏・秋冬）のペースで限定販売されている（05A/Wと09S/S以降は受注販売）。

#### ラインナップ
2005年
- 05A/W Victorian Nature

レッド(赤髪)、カーキ(金髪)の二種
- 06S/S White Hazy Wind

クールホワイト(白髪)・サマーオレンジ(オレンジ髪)の二種
- 06A/W Odd Girl Out

スイートチョコ(黒茶髪)・ナーバスレッド(ピンキッシュブラウン)の二種
- 06A/W Kimono

黒ドット(黒髪)・市松チェリー(ピンキッシュブラウン)の二種
- 07S/S Sunny Lingerie

ブラックパンサー・ホワイトライオン(いずれも黒髪)の二種
- 07S/S Yukata

黒蜜かんてん(黒髪)・ミルクかき氷(薄金髪)の二種
- 07A/W Follow My Back

ディーププラム(クラシックゴールド)・ストイックグロス(黒茶髪)の二種
- 08SS/AN The Wonderful Wizard of Oz(オズの魔法使い)

Tin girl(銀髪ストレートロング)・Cowardly Lion(薄金髪ストレートロング)/Dorothy(茶髪サイドすそカールありロング)
- 08S/S Yukata

ぷちマカロン(栗茶髪縦ロールツインテール)・ローズショコラ(茶髪ポニーテール)・ぷちショコラ(茶髪カール入りツインテール)
※下駄の色違いあり・ぷちマカロンは赤と黒、ローズショコラは黄色と黒、ぷちショコラは黒。
- 08A/W Fluffy Baby

ハニー(薄金髪)・キャロット(赤茶髪)の二種
- 08A/W Kimono

黒雲雀(赤×オレンジのメッシュ)・千鳥姫(薄金髪)の二種
- 09S/S BACK TO BASICS

ホワイトサンド(アッシュブロンド)・ノーブルパンク（フレイムレッド）の二種
- 09A/W Pappy Garden

花とチワワ(金髪ショート/襟足部分はブラウン)・星とパピヨン（金髪ソバージュツーテール）の二種
※09年度の通常シリーズはドール本体とアウトフィット数点をセットにし、アゾンインターナショナル(ジーストアを含めた直営とアゾネット)のみでの期間限定受注販売。
- 09S/S Yukata

あんドーナツ(茶髪ボブ内巻きカール)・いちご大福(赤茶髪アップシニヨン)の二種

### セキグチ版
2005年5月から、企画ペットワークス、製造販売セキグチで販売されている着せ替え人形で、
Momokoドールという商品名で発売している。
ボディがCoCoドールボディから専用ボディに変更され、ボディの分割線が目立ちにくいアンダーバストの位置に移動されたほか、可動部分が強化され、首をかしげるポーズや、膝をそろえて座るポーズをつけられるようになっている。
フェイス仕様もアイプリントが左サイドグランスとセンターアイに加えて右サイドグランスが増え、リップがオープンマウスのものもリリースされるようになる。
2007年秋からはメイクにリアルアイラッシュを加え、素体をエアブラシ塗装などをされたものをスペシャルライン扱いとしてリリースされている。

#### ラインナップ
2005年
- 仔犬と一緒
- 午後は休講
- ゲットレディー・サマー
- グリッターナイト
- ナイントゥファイブ
- ピュアバイオレット
- スクールガールミックス
- バニラ・ウエハース
- 水色ラビリンス
- Everyday B-Girl
- おやすみさくらんぼ

PW別注限定版あり(髪の色がピンク)
- カフェオレに角砂糖
- ミラクルパーティガール
- ワイルドセクシーチューン

2006年 
- ソッコー下校
- スウィートプードル
- GO FOR VICTORY
- ラブリーフォークロア
- 深夜の横断歩道

新宿マルイワン限定のRed ver.あり
- しらゆき

※詳細はコラボレーションの欄を参照のこと。
- ぽっかりオフタイム
- ドラマティックブライド（Dramatic Bride）
- Beach Rodeo
- ひまわりは夏の恋（Love, Yukata Summer）
- マロングラッセ
- Mama Told Me

伊勢丹限定白ver.あり
- アンティークドリーミング

セキグチオンラインショップおよびAmazon限定ボルドーver.あり
- アジアの蕾
- おてんばGraduation

2007年　
- I Wanna Be a Boy
- 透明な碧い白

セキグチオンラインショップおよびAmazon限定Deep-sea Ver.あり
- 最愛デニムエンジェル
- Groovy Baby
- 避暑地のメヌエット
- Girl's End

台湾そごう限定Red.verあり(日本での発売はなし)
- スロースマイルトラッド

セキグチオンラインショップおよびAmazon限定Apple Ver.あり
- シルバークレセント

2008年
- 冬のバス停
- Midnight Rose

セキグチオンラインショップおよびAmazon限定
- 黄昏のフィアンセ

セキグチオンラインショップおよびMomoko7限定でwith CCS.verあり
- Berry Hunter
- お約束ハッピーサマー

※2008年9月発売・セキグチオンラインショップセキグチPinkVer.あり
- コスモスの片思い

セキグチオンラインショップおよびAmazon限定で両思いVer.あり
- Lazy Seventeen
- 雪の森のアリス

セキグチオンラインショップ限定
2009年
- MISS WEEKDAY

セキグチオンラインショップおよびAmazon限定BITTERVer.あり
- 宇宙のランデヴー
- はるの森

セキグチオンラインショップおよびAmazon限定SkyVer.あり
- ラブアラモード
- プレッピーガール
- ナチュラルデイズ

※2009年6月下旬発売予定
- 情熱のフルーツ

※2009年夏発売予定
- Honey Wild

※2009年夏発売予定
- Lacy Modernist

※2009年夏発売予定

#### コラボレーション
- しらゆき

デザイナーのカンバラクニエとのコラボレーションで製作されたmomokoドール。
当初は2005年内での発売だったが、2006年4月に延期された。
- momokoドール as KANA

モデル・ボーカリストの香奈がデザインした豆momokoとセットになったmomokoドール。
2006年に発売され、ワンピース版、ジャケット版の二種類がある。
- momoko DOLL as GAINAXGILS 001　綾波レイ
- momoko DOLL as GAINAXGILS002　ノノ
- momoko DOLL as GAINAXGILS003　ナディア

2006年夏のワンダーフェスティバル先行、
セキグチとガイナックスの各オンラインショップ限定。
- ホリーナイト

2007年12月の新宿髙島屋のイベント「Twinkle Spring Collection by momoko DOLL」およびセキグチオンラインショップ限定。
- Arranged momoko DOLL QP Ver.　2008年4月発売
- Arranged momoko DOLL F.L.C.Ver.　2008年4月発売

Momokoのドレスデザインを担当する作家とのコラボレーション版が、セキグチオンラインショップで若干数発売(それぞれ発売済みの本体にアウトフィットや小物数点と作家デザインのアウトフィットをコーディネイトして着用)。

#### 企画もの
- みんなでつくるmomokoドール

セキグチ公式のmomoko DOLLサイトで会員限定での人気投票で製作されたmomokoドール。
アウトフィット、髪型、髪の色、肌(素体)色、フェイスプリント(アイペイント・リップ)、メイクカラー(瞳の色)を投票によって決定して製作、その年の年末に発売する。
2006年度版(ナチュラルガーリースタイル)は2006年12月にセキグチオンラインショップと、名古屋マルエイのmomokoイベント限定で発売。
2007年度版(赤髪ボブ・ミリタリースーツ)は2008年1月にセキグチオンラインショップおよびAmazon限定で発売。
2008年度版(黒髪および銀髪姫カットストレートロング・なりきり黒猫耳フードコスプレ)は2009年1月にセキグチオンラインショップ限定で販売。

#### Wake up Momokoドール
ビギナーからヘビーユーザーまで気軽にMomokoドールを楽しめるように、2007年秋から新設されたベーシックライン。
2007年10月からドールショウ20とセキグチオンラインショップ『STOC MARKET』(ストック・マーケット)で試験販売されている。
植毛彩色済みヘッドにキャミソール、ショーツ、スウェットパンツ。をボディに着用したドールと、アウトフィットのセットなどをそれぞれ単品でリリース。アウトフィットのセットやシューズは別バージョン(カラー、デザインなどを変更して縫製・塗装したものをショップ限定商品として)で販売。特にシューズは品切れがあっても再製造・販売するようにしている。

## 豆momoko
2004年1月から、企画ペットワークス、製造販売セキグチで販売されている着せ替え人形。9cmサイズ。

### ラインナップ
- エンジェル
- ロリータ
- モンチッチ
- ベーシック
- ストリート
- トレンド
- サマー
- ゆかた
- リラックス
- ビキニ
- レインコート
- 飲み会
- スカジャン
- はかま
- くまちゃんロリータ
- ゆきんこ
- 王子さま
- つなぎ
- ウェディングドレス
- エスニック
- ホワイトキャンディ

### 干支バージョン
- とり(にわとり/酉)
- うりぼう(亥)

### コラボレーション
- お船chan

2004年9月発売 
- プリンセス天功

2005年3月発売 
- MAJOLICA MAJORCA meets mame-momoko DOLL

資生堂の化粧品ブランドMAJOLICA MAJORCA(マジョリカマジョルカ)のプレス版として
2007年に製造された非売品。 
- 豆momoko as KANA

モデル・ボーカリストの香奈がデザインしたmomokoドールとセットになった豆momoko。
2006年に発売され、ワンピース版、ジャケット版の二種類がある。

#### 下妻物語とのコラボ
映画「下妻物語」に登場するヒロイン2名を豆momokoとしてリリース。
- 竜ヶ崎桃子

2004年5月発売 
- 白百合イチゴ

2004年11月発売 

#### ペットワークス版momokoとのコラボ
PW版のコラボは2体セットになったものが過去に2種類リリース。
- 特別版 ver.DHEX

2004年8月発売 
- 特別版 SF22&01AT

2004年12月発売 

#### momokoドールとのコラボ
- 「仔犬と一緒」2006年5月
- 「水色ラビリンス」2006年6月
- 「おやすみさくらんぼ」2006年9月

※セキグチオンラインショップおよびドールショウ限定ピンクver.あり